# Ə̰
Cette page contient des caractères spéciaux ou non latins. S’ils s’affichent mal (▯, ?, etc.), consultez la page d’aide Unicode.
Ə̰ minuscule : ə̰, ou schwa tilde souscrit, est un graphème utilisé dans l'écriture du nangnda. Il s’agit de la lettre Ə diacritée d'un tilde souscrit.

## Représentations informatiques
Le schwa tilde souscrit peut être représenté avec les caractères Unicode suivants :
- décomposé (latin étendu – B, alphabet phonétique international, diacritiques)[1],[2],[3] :

| formes    | représentations | chaînes de caractères | points de code | descriptions                                             |
| --------- | --------------- | --------------------- | -------------- | -------------------------------------------------------- |
| capitale  | Ə̰               | Ə◌̰                    | U+018F U+0330  | lettre majuscule latine schwa diacritique tilde souscrit |
| minuscule | ə̰               | ə◌̰                    | U+0259 U+0330  | lettre minuscule latine schwa diacritique tilde souscrit |